# Alicia Nicki Washington
Alicia Nicki Washington ist eine US-amerikanische Informatikerin und Professorin an der Duke University. Sie ist die Autorin des Buches Unapologetically Dope. Sie war die erste Schwarze, die 2005 an der North Carolina State University einen PhD in Informatik erhielt.

## Kindheit und Studium
Alicia Nicki Washington lernte das Programmieren von ihrer Mutter, die Programmiererin bei IBM war, als sie in Durham (North Carolina) aufwuchs.
Nicki Washington besuchte die Johnson C. Smith University und erwarb im Jahr 2000 einen Bachelor of Science in Mathematik. Im Jahr 2002 erwarb sie einen Master of Science und 2005 einen PhD in Informatik an der North Carolina State University.

## Karriere

### 2006–2020
Im Jahr 2006 wurde Nicki Washington Assistenzprofessorin für Informatik an der Howard University, wo sie die erste schwarze Professorin an der Informatikfakultät war.
An der Howard University half Washington beim Aufbau des „Google In Residence“-Programms von Google.
Nicki Washington kam 2015 als außerordentliche Professorin für Informatik an die Winthrop University.

### Duke University (seit 2020)
Nicki Washington ist seit Juni 2020 Professorin für Informatik an der Fakultät der Duke University.
Nicki Washington hat zusammen mit Shaundra Daily und der Doktorandin Cecilé Sadler das Cultural Competence in Computing (3C) Fellows Program ins Leben gerufen.
Im Jahr 2021 erhielten Nicki Washington und Shaundra Daily einen Zuschuss in Höhe von 10 Millionen Dollar von der National Science Foundation, um an der Duke University die Alliance for Identity-Inclusive Computing Education (AIICE) zu gründen.

## Ausgewählte Veröffentlichungen
- Modelling the spread of mobile malware. In: International Journal of Computer Aided Engineering and Technology. ISSN 1757-2657, doi:10.1504/IJCAET.2010.029592.
- Improving Undergraduate Student Performance in Computer Science at Historically Black Colleges and Universities (HBCUs) through Industry Partnerships. In: Proceedings of the 46th ACM Technical Symposium on Computer Science Education. Association for Computing Machinery, doi:10.1145/2676723.2677277.
- Call blocking probabilities in a traffic-groomed tandem optical network. In: Computer Networks. ISSN 1389-1286, doi:10.1016/j.comnet.2004.03.008 (englisch, sciencedirect.com).